# Sybille Krämer
Sybille Krämer, född 21 mars 1951 i Trier, är en tysk medie- och språkfilosof, verksam som professor vid Freie Universität Berlin (FUB) i Berlin.
Krämer studerade filosofi, historia och samhällsvetenskap i Hamburg och Marburg, där hon doktorerade 1980. I Marburg var hon verksam som assistent till Oswald Schwemmer från 1982 till 1989. Hon blev 1989 professor i filosofi vid Freie Universität Berlin.
Krämers arbeten har kretsat kring arvet från 1600-talets rationalistiska filosofi (Descartes, Leibniz med flera), kring medvetandefilosofi och kunskapsteori. En central problematik kretsar kring frågor om medier, modeller och kulturtekniker – såsom röst, skrift, kartor, spår och diagram – men också datorer, digitalisering och performativitetsteori. Bland Krämers centrala böcker kan nämnas antologierna Medien, Computer, Realität (1998, 2009), Stimme. Annäherung an ein Phänomen (2006), med Doris Kolesch, samt hennes medieteoretiska Medium, Bote, Übertragung. Kleine Metaphysik der Medialität (2008), där Krämer bland annat diskuterar historiskt viktiga medie- och kommunikationsteoretiker som Walter Benjamin och Michel Serres. 2016 promoverades Krämer som hedersdoktor vid Linköpings universitet. 2018 gick hon i pension.